# Zirkus Barnum
Zirkus Barnum (Originaltitel: The Mighty Barnum) ist ein US-amerikanischer Spielfilm aus dem Jahr 1934 von Walter Lang mit Wallace Beery und Adolphe Menjou in den Hauptrollen. Die als Komödie konzipierte Filmbiografie schildert den Aufstieg des Schaustellers P. T. Barnum (1810–1891). Der Film wurde von 20th Century Pictures produziert und von United Artists in den Verleih gebracht.

## Handlung
1935 werden Szenen aus Barnum und Baileys Greatest Show on Earth gezeigt. Einhundert Jahre zuvor in New York verärgert Phineas T. Barnum, der Besitzer eines Gemischtwarenladens, seine Frau Nancy, indem er ständig Kuriositäten erwirbt, wie ein ausgestopftes zweiköpfiges Kalb und einen dreiköpfigen Frosch. Barnum verärgert seine Frau noch mehr, indem er den Alkoholiker Mr. Walsh in ihrem Haus hält, einen „gebildeten“ Mann, von dem Barnum hofft, dass er ihm helfen wird, ein Kuriositätenkabinett zu eröffnen, sobald er mit dem Trinken aufgehört hat. Als Barnums Nichte Ellie Walsh sagt, dass sie ihn liebt, verspricht er, dass er sich in niemand anderen verlieben wird, bis sie volljährig ist.
Nancy hat genug von der Besessenheit ihres Mannes, die sie in Schulden stürzt, und gibt ihm Geld, das ihr Vater geschickt hat, um Eisenbahnfahrkarten für die Rückfahrt nach Connecticut zu kaufen. Barnum sieht jedoch, wie Walsh in einer Kneipe Buttermilch bestellt, und beschließt, dass es Zeit ist, ein Geschäft zu eröffnen. Er verwendet 200 Dollar aus dem Geld seiner Frau, um einen Mietstall zu mieten, in dem er seine Sammlung ausstellen kann, und die restlichen 50 Dollar bezahlt er dem Veranstalter J. P. Skiff für das Recht, Joice Heth auszustellen, angeblich eine 160-jährige Frau, die die Krankenschwester von George Washington war. Barnum’s American Museum ist ein sofortiger Erfolg. Als Skiff Barnum mitteilt, dass Heth eine Betrügerin ist, und 1.000 Dollar verlangt, damit er still bleibt, wirft Barnum ihn raus. Obwohl Skiff sich an die Zeitungen wendet, die den Betrug aufdecken, weckt Barnums nächster Erwerb, Madame Zorro, die ursprüngliche bärtige Dame, das öffentliche Interesse erneut. Herausgeber Horace Greeley bezeichnet Madame Zorro als eine weitere Fälschung und wettet öffentlich um 5.000 Dollar, die der Gewinner für wohltätige Zwecke spenden soll, dass sie keine Frau ist. Skiff gelingt es, Madame Zorro mit 1.000 Dollar zu bestechen. Sie erlaubt ihm, sie durch einen Mann mit Haaren auf der Brust zu ersetzen. Dieser Anblick schockiert die Damen der Elite der New Yorker Gesellschaft, die die vermeintliche Frau untersuchen. Die Öffentlichkeit randaliert und das Museum wird zerstört.
Während Nancy ihre Sachen packt, betrinkt sich Walsh, was Ellie zum Weinen bringt. Der Zwerg Tom Thumb sucht einen Job, damit er seine Geliebte Lavinia heiraten kann, die kleiner ist als er. Sie werden zur Grundlage für Barnums Comeback. Er erlangt internationalen Ruhm, als er durch Europa tourt, wo er von Königin Victoria empfangen wird. Zurück in Amerika ist Barnum enttäuscht, als Walsh aus Europa zurückkehrt, ohne Jumbo, den größten Elefanten der Welt, beschaffen zu können. Stattdessen hat er die Sopranistin Jenny Lind mitgebracht. Als Barnum sie singen hört und sieht, wie die Menge ausflippt, erkennt er, dass Jenny sogar noch wertvoller ist als Jumbo. Als Barnum sich in Jenny verliebt, wächst sein Ego, und als „Impresario“ vernachlässigt er sein Museum und seine Frau und brüskiert seine Freunde, die „Freaks“ im Museum. Bei einem Bankett für Jenny, bei dem der schwedische Konsul, Henry Wadsworth Longfellow und der Bürgermeister von New York zu Gast sind, beleidigt Barnum den schwedischen Konsul, indem er die schwedische Nationalhymne unterbricht. Als Barnum Jenny unschuldig mit einer vulgären schwedischen Phrase belegt, gehen alle verärgert. Am nächsten Tag erfährt Barnum, dass Nancy ihn verlassen hat. Barnum geht bankrott, und einige Zeit später, als er auf einer Bank in der Nähe seines alten Museums sitzt, kommt Tom Thumb vorbei. Tom lädt Barnum zum Abendessen ein, wo die anderen „Freaks“, darunter Madame Zorro, sich bereit erklären, umsonst für ihn zu arbeiten.
Bei der Neueröffnung kehrt Nancy zurück. Skiff, der die „Freaks“ für seine eigene Show haben wollte, legt ein Feuer. Barnum rettet Walsh, der sich bei seiner Ankunft in einer Mumienhülle versteckt hatte, um Barnum zu überraschen. Obwohl das Museum niederbrennt, hat Walsh Jumbo als Geschenk einer reumütigen Jenny mitgebracht. Während Barnum und Walsh Jumbo in einer Parade anführen, beschließen sie, sich zusammenzutun und einen Wanderzirkus zu gründen. Barnum ist mit dem Klang von „Barnum und Walsh“ nicht zufrieden und als er erfährt, dass Walshs Vorname Bailey ist, tauft er ihr Unterfangen „Barnum und Bailey, die größte Show der Welt“.

## Hintergrund
Gedreht wurde der Film vom September bis Ende Oktober 1934.
Die Sammlung der von Fox produzierten Drehbücher enthält eine vollständige Abhandlung von John Huston vom 9. August 1933. In seiner Autobiografie gibt Huston an, dass ihm Darryl F. Zanuck, der für die Produktion verantwortliche Vizepräsident von 20th Century Pictures, nach Ablauf seines Vertrags mit Universal Pictures zwei Bände einer aktuellen Biographie von Barnum zum Lesen gab und ihn beauftragte, ein Drehbuch über Barnums Leben zu schreiben. Huston schreibt, er habe in Barnums „wilder Energie, grenzenloser Vulgarität und beiläufiger Annahme, er sei der schlauste lebende Mensch, eine Verkörperung des amerikanischen Eroberungstraums und Manifest Destiny des 19. Jahrhunderts“ gesehen. Zanuck, so Huston, gefiel seine Herangehensweise an das Thema nicht und „wollte Änderungen vornehmen, die nicht mit meiner ursprünglichen Idee übereinstimmten“. Huston schlug vor, es sei besser, mit einem anderen Drehbuch zu beginnen, und Zanuck nahm ihn aus dem Projekt. Huston hielt sein Drehbuch für weitaus besser als das, das für den Film verwendet wurde. Obwohl Huston angibt, dass sein Drehbuch offenbar nicht mehr existiert, enthält die Produced Scripts Collection eine 115-seitige Abhandlung von Huston. Darüber hinaus enthält die Sammlung eine Zusammenfassung von Huston vom 17. Oktober 1933, die auf einer Konferenz mit Zanuck beruhte. Die Zusammenfassung enthält viele Sequenzen, die im endgültigen Film vorkommen.
Zanuck beauftragte daraufhin den Produzenten Raymond Griffith mit der Arbeit am Drehbuch. In einem Dokument vom 7. Februar 1934, das Griffiths Bearbeitung folgte, erklärte Zanuck seine Absichten hinsichtlich des Stils des geplanten Films: „Zuallererst, zuletzt und immer sollte unser Barnum eine Komödie sein, eine ausgelassene, lautstarke Komödie mit einer Träne. Es sollte ein Film wie The Bowery sein, voller Lacher, voller Schlagkraft und Spannung, aber mit ein paar sentimentalen, pathetischen Tönen. Es sollte nicht ein Film wie Silver Dollar (dt.: Silberdollar) sein. Silver Dollar machte den künstlerischen und finanziellen Fehler, sich selbst zu ernst zu nehmen. Es war das große Drama, der große Schwachsinnsfilm über den Aufstieg einer großen amerikanischen Persönlichkeit. Das Publikum möchte weder Geschichte noch Kostüme sehen oder etwas über große Männer erfahren, wenn es nicht dabei lachen kann. (…) Barnum ist keine historische, langwierige, schwerfällige Erzählung wie ‚Silver Dollar‘, die versucht hat, sich selbst so ernst zu nehmen, dass das Publikum glaubt, es werde belehrt, anstatt hysterisch unterhalten zu werden. Machen Sie sich keine Gedanken über historische Fakten, Zeiten, Daten oder Wahrheiten. Wir sollten einen Film als Fiktion und zur Unterhaltung schreiben.“
Zanuck beauftragte anschließend Gene Fowler, ein Treatment und eine Fortsetzung zu schreiben, bevor er Bess Meredyth beauftragte, mit Fowler am Drehbuch zusammenzuarbeiten. In einer modernen Quelle gibt Fowler an, dass er von Meredyth mehr über das Drehbuchschreiben gelernt habe als von irgendjemand anderem in den Studios. Das Drehbuch von Fowler und Meredyth wurde 1934 in Buchform veröffentlicht.
Laut einer Pressemeldung lehnte Edna May Oliver Zanucks Angebot für die Rolle der Nancy Barnum ab, da sie zeitgleich in MGMs David Copperfield hätte spielen müssen. Laut Presseheft war Tex Madsen, der den Cardiff Giant spielte, 2,43 m groß. George und Olive Brasno, die Tom und Lavinia Thumb spielten, waren Bruder und Schwester.
Richard Day oblag die künstlerische Leitung. Verantwortliche Toningenieure waren Roger Heman sr. und Feank Maher. Fred Fox arbeitete als Regieassistent.
Wallace Beery erste Arbeitsstelle in der Unterhaltungsbranche war als Elefantendompteur im Ringling Bros. and Barnum & Bailey Circus. Schon 1930 verkörperte er P. T. Barnum in der MGM-Produktion Jenny Lind.
Die Premiere des Films fand am 22. Dezember 1934 in New York statt.

## Kritiken
Andre Sennwald von der The New York Times bezeichnete den Film als reichhaltiges und würziges Gericht, stellenweise sehr humorvoll und voller malerischer Ereignisse, leicht bekömmlich. Mit seinen urkomischen Randbemerkungen liefere das Drehbuch eine unterhaltsame historische Fabel.
Meyer Levin schrieb im Magazin Esquire, der Film selbst sei laut, aber nicht sehr bemerkenswert. Gene Fowlers Anhänger werden wahrscheinlich viel Aufhebens darum machen.